# Diocesi di Kannur
La diocesi di Kannur (in latino Dioecesis Kannurensis) è una sede della Chiesa cattolica in India suffraganea dell'arcidiocesi di Calicut. Nel 2025 contava 55.759 battezzati su 3.286.871 abitanti. È retta dal vescovo Alex Joseph Vadakumthala.

## Territorio
La diocesi comprende, nello stato indiano del Kerala, la parte del distretto di Kannur a nord del fiume Mahé e la parte del distretto di Kasaragod a sud del fiume Chandragiri.
Sede vescovile è la città di Kannur, dove si trova la cattedrale della Santissima Trinità.
Il territorio è suddiviso in 63 parrocchie, raggruppate in 6 decanati.

## Storia
La diocesi è stata eretta il 5 novembre 1998 con la bolla Cum ad aeternam di papa Giovanni Paolo II, ricavandone il territorio dalla diocesi di Calicut (oggi arcidiocesi).
Originariamente suffraganea dell'arcidiocesi di Verapoly, il 12 aprile 2025 è entrata a far parte della provincia ecclesiastica di Calicut.

## Cronotassi dei vescovi
Si omettono i periodi di sede vacante non superiori ai 2 anni o non storicamente accertati.
- Varghese Chakkalakal (5 novembre 1998 - 15 maggio 2012 nominato vescovo di Calicut)
- Alex Joseph Vadakumthala, dal 1º febbraio 2014

## Statistiche
La diocesi nel 2025 su una popolazione di 3.286.871 persone contava 55.759 battezzati, corrispondenti all'1,7% del totale.
| anno | popolazione | popolazione | popolazione | presbiteri | presbiteri | presbiteri | presbiteri                | diaconi | religiosi | religiosi | parrocchie |
| anno | battezzati  | totale      | %           | numero     | secolari   | regolari   | battezzati per presbitero | diaconi | uomini    | donne     | parrocchie |
| ---- | ----------- | ----------- | ----------- | ---------- | ---------- | ---------- | ------------------------- | ------- | --------- | --------- | ---------- |
| 1999 | 37.000      | 3.315.448   | 1,1         | 65         | 25         | 40         | 569                       |         | 59        | 466       | 46         |
| 2000 | 27.878      | 3.315.448   | 0,8         | 65         | 25         | 40         | 428                       |         | 64        | 480       | 48         |
| 2001 | 31.170      | 3.315.448   | 0,9         | 68         | 24         | 44         | 458                       |         | 68        | 486       | 48         |
| 2002 | 31.170      | 3.315.448   | 0,9         | 70         | 25         | 45         | 445                       |         | 63        | 489       | 48         |
| 2003 | 32.040      | 3.315.448   | 1,0         | 84         | 27         | 57         | 381                       |         | 81        | 637       | 54         |
| 2004 | 32.540      | 3.315.448   | 1,0         | 83         | 26         | 57         | 392                       |         | 81        | 637       | 54         |
| 2006 | 37.601      | 2.554.000   | 1,5         | 91         | 31         | 60         | 413                       |         | 135       | 615       | 58         |
| 2011 | 48.899      | 2.734.000   | 1,8         | 116        | 44         | 72         | 421                       |         | 118       | 581       | 59         |
| 2013 | 51.413      | ?           | ?           | 132        | 54         | 78         | 389                       |         | 98        | 600       | 59         |
| 2016 | 54.652      | 2.874.064   | 1,9         | 126        | 54         | 72         | 433                       |         | 107       | 544       | 57         |
| 2019 | 55.530      | 2.997.423   | 1,9         | 131        | 61         | 70         | 423                       |         | 110       | 549       | 62         |
| 2021 | 55.804      | 3.254.577   | 1,7         | 131        | 56         | 75         | 425                       | 1       | 123       | 579       | 62         |
| 2023 | 55.916      | 3.255.214   | 1,7         | 134        | 59         | 75         | 417                       | 1       | 122       | 612       | 62         |
| 2025 | 55.759      | 3.286.871   | 1,7         | 157        | 69         | 88         | 355                       | ?       | ?         | 603       | 63         |